# Đuro Kurepa
Đuro Kurepa (Majske Poljane kod Gline, 16. kolovoza 1907. – Beograd, 2. studenoga 1993.), hrvatski i srpski matematičar i sveučilišni profesor. 

## Životopis
Đuro Kurepa je rođen kao četrnaesto dijete u obitelji Rade i Anđelije Kurepe, 16. kolovoza 1907. godine u Majskim Poljanama blizu Gline. Diplomirao je matematiku i fiziku na Sveučilištu u Zagrebu 1931. godine. Sljedeće godine upisao je Francuski koledž (fra. College de France) u Parizu, a 1935. obranio doktorsku disertaciju na Sorboni.
U razdoblju od 1937. do 1965. radio je kao profesor na Sveučilištu u Zagrebu, a od 1965. do 1977. bio je redovni profesor tadašnjeg Prirodno-matematičkog fakulteta Sveučilištu u Beogradu. Članom Akademije nauka i umjetnosti BiH postao je 1984., redovnim članom Srpske akademije nauka i umjetnosti 1988.

## Znanstveni rad
Osim teorijom skupova, algebrom i teorijom brojeva, bavio se i općom topologijom i dr. Radom na teoriji skupova pridonio je teoriji stabala, čime su se u matematiku uveli pojmovi poput Kurepinog stabla, Kurepine hipoteze, Kurepina kontinuuma i drugi.
U matematiku je uveo operaciju lijevog faktorijela, koja je dobila ime Kurepina hipoteza, ali za tu tvrdnju nije mogao pronaći dokaz. Tek 11 godina poslije njegove smrti, dva francuska matematičara pronašla su dokaz Kurepine hipoteze.
Napisao je brojne srednjoškolske i visokoškolske udžbenike (Teorija skupova (1951.) i Viša algebra I i II (1965.)), te pokrenuo razne časopise (Glasnik matematičko-fizički i astronomski (1946.), te međunarodni časopis Mathematica Balcanica (1971.)). Bio je i organizatorom mnogih međunarodnih matematičkih simpozija i kongresa.

## Mentorstva
Doktorske disertacije:
- Ljubomir Martić: O jednoj generalizaciji mrežastog skupa 1957., [nedostaje izvor] Prirodoslovno-matematički fakultet, Sveučilište u Zagrebu, Zagreb, Hrvatska

## Vanjske poveznice
- E-biblioteka Matematičkog fakulteta u Beogradu Đuro Kurepa: On universal ramified sets - O univerzalnim granastim skupovima, Glasnik matematičko-fizički i astronomski, Tom 18 - No. 1-2 Zagreb 1963.